# Carex chillanensis
Carex chillanensis är en halvgräsart som beskrevs av Rodolfo Amando Philippi. Carex chillanensis ingår i släktet starrar, och familjen halvgräs. Inga underarter finns listade i Catalogue of Life.